# Hærtata hørt
Hærtata hørt är ett musikalbum med Øystein Sunde, utgivet 1979 av skivbolaget Norsk Phonogram Philips som LP och kassett. Albumet återutgavs som LP och CD 1986 av Tomato Records och 1992 och 2003 av Spinner Records.

## Låtlista
Sida 1
1. "2003, en butikk-odyssé" – 2:08
2. "Bokreol" ("King Creole" – Jerry Leiber/Mike Stoller) – 1:42
3. "Lynavleder'n" ("Lightning Rod" – Jerry Reed) – 2:50
4. "Byens Hi-Fi asyl" – 4:02
5. "Pub-til-pub-skoa" – 2:28
6. "Samba til trøst" – 2:25

Sida 2
1. "Odals-reggae" – 1:48
2. 127 vannrett" ("Stump Water" – Jerry Reed) – 2:07
3. "Forbikjøring" – 1:49
4. "Sjæddåvv-bandet" – 3:11
5. "Ned Vøringsfossen" – 3:55
6. "Åna Sira" ("Buona Sera" – Carl Sigman/Peter DeRose) – 3:06

- Alla låtar skrivna av Øystein Sunde där inget annat anges.
- Norska texter av Øystein Sunde.

## Medverkande
Musiker
- Øystein Sunde – sång, gitarr
- Terje Venaas – kontrabas
- Espen Rud – trummor
- Svein Gundersen – basgitarr (på "Bokreol")
- Johnny Sareussen – basgitarr (på "Byens Hi-Fi asyl" och "Pub til pub-skoa")
- Bjørn Christiansen – gitarr (på "Bokreol")
- Dr. Jonas Fjeld – gitarr (på "Byens Hi-Fi asyl", "127 vannrett" och "Forbikjøring")
- Svein Finjarn – gitarr (på "Åna Sira")
- Håkon Vellesvik – basgitarr, körsång (på "Åna Sira")
- Eigil Berg – piano, körsång (på "Åna Sira")
- Iver Kleive – piano (på "Bokreol", "Lynavleder'n", "Samba til trøst", "Odals-reggae"), piano, clavinet (på "Ned Vøringsfossen")
- Per Ivar Johansen – trummor (på "Bokreol")
- John Kolloen – trummor (på "Åna Sira")
- Inge Norum – congas (på "Samba til trøst", "Odals-reggae" och "127 vannrett")
- Inger Fjeld, Kajo Thonander, Wiggo Fjeld – körsång (på "Odals-reggae")
- Fredrik Wibe – körsång (på "Bokreol), gitarr, körsång (på "Pub-til-pub-skoa")
- Rolf Wibe – körsång (på "Bokreol" och "Pub-til-pub-skoa")
- Ivar Hovden – körsång (på "Samba til trøst")

Produktion
- Øystein Sunde – musikproducent
- Inge Holst Jacobsen – ljudtekniker
- Knut Harlem – omslagsdesign